# Operazione Colombo
L'Operazione Colombo fu un'operazione intrapresa nel 1975 dalla DINA, la polizia segreta cilena, per far scomparire i dissidenti politici.
Alcuni giornali pubblicarono un elenco di 119 dissidenti politici fatti scomparire e poi uccisi. Una di queste riviste, dal titolo LEA, era pubblicata dal Codex Editorial, una casa editrice del Ministero Argentino del Benessere, diretto da José López Rega, consigliere di Isabel Perón e fondatore dello squadrone della morte Triple A.